# Зорица Ђурковић
Зорица Ђурковић (рођена 14. септембра 1957. године у Дубровнику) је некадашња југословенска кошаркашица. Била је шампионка Европе са Црвеном звездом, освајач бројних медаља са репрезентацијом и два пута најбоља кошаркашица Европе. Била је сјајан стрелац. Постизала је поене са великом лакоћом и елеганцијом. Једна је од најбољих европских кошаркашица свих времена.

## Клупска каријера
Највећи и најзначајнији део своје каријере провела је у Црвеној звезди. За први тим је дебитовала у сезони 1972/73, када је тренер Звезде био Драгољуб Пљакић. Стасавала је поред великог кошгетера, каква је била Снежана Зорић. Од ње је наследила и дрес са бројем 12, када се повукла 1976. године. У дресу Црвене звезде освојила је чак 13 трофеја – седам шампионских титула 1973, 1976, 1977, 1978, 1979, 1980. и 1981. године, пет националних купова 1973, 1974, 1976, 1979. и 1981. године и као круну клупске каријере Куп европских шампиона 1979. године.
У финалу Купа европских шампиона у Ла Коруњи 29. марта 1979. године, црвено-беле су под вођством тренера Страхиње Алагића у великом стилу декласирале мађарски БСЕ резултатом 97:62, а Зорица Ђурковић је убацила 30 поена и уз Јасну Милосављевић била најефикаснија на мечу. Звезда је постала шампион Европе по први пут у неком спорту. Зорица је са 202 поена у читавом циклусу најелитнијег клупског такмичења у Европи била Звездина најефикаснија кошаркашица у походу на европски трон. Са црвено-белим тимом је играла још једно финале Купа шампиона против совјетске Даугаве у француском Сент Назеру 1981. године, али су кошаркашице из Совјетског Савеза славиле са 83:65.

## Репрезентација
Овим бројним признањима знатно су допринеле и њене одличне игре у репрезентацији Југославије са којом је освојила три медаље на великим такмичењима. На Европском шампионату у Пољској 1978. године са просеком од 15,4 поена по мечу (108 поена, седам утакмица) била је други стрелац екипе која је стигла до сребрне медаље. На Првенству Европе у Југославији 1980. била је најбољи стрелац екипе са сјајним просеком од 20,6 поена по утакмици. По 29 поена убацила је против Чехословачке (80:67) и Пољске (72:79), а 24 против Румуније (78:53), тако да је национални тим освојио бронзано медаљу. У колекцији има и олимпијску бронзу из Москве 1980. године, када је била други стрелац селекције са просеком од 13 поена. Најбољи учинак на овом такмичењу имала је у победи против Кубе (85:81), када је забележила 19 поена, шест скокова и четири асистенције. Играла је и на шампионату Европе у Италији 1981. године, када је била најбољи стрелац тима са 93 поена на седам мечева (просек 13,3). У сусрету против Финске (82:72) забележила је 27 поена, а против Италије (68:67) се зауставила на бројци од 23 поена.

## Остало
Након престанка кошаркашке каријере активно се бави спортом и то пре свега тенисом. Чак је забележила и успехе у ветеранској конкуренцији.